# 陈洪顺
陈洪顺，中华人民共和国政治人物、全国脱贫攻坚先进个人。

## 生平
陈洪顺任天津市第九批援藏专业技术人才，天津市宁河区宁河镇中学德育主任。因在脱贫攻坚战中作出突出贡献，2021年2月25日全国脱贫攻坚总结表彰大会上，陈洪顺被授予“全国脱贫攻坚先进个人”。